# 桑泰尔
桑泰尔（法語：Santerre，法語發音：[sɑ̃tɛʁ]）是法国一个的传统地区，位于今上法蘭西大區的中心。
桑泰尔位于亚眠和聖康坦之间，面积约3000平方公里，包含242个市镇，人口约106489。
该地区在中世纪初期以前森林广布，之后该地区的大部分树木因农业生产而被砍伐。